# Турік (потік)
Турік (словац. Turík) — річка в Словаччині, права притока Вагу, протікає в окрузі Ружомберок.
Довжина приблизно 6,8-7,3 км. Витік знаходиться в масиві Хоцькі гори (схил гори Малий Хоч) на висоті близько 1150 метрів. Протікає територією села Турік..
Впадає у Ваг на висоті приблизно 495 метрів.